# Хайбачынг

Парк Тхонгнят и цирк

Хайбачынг (Hai Bà Trưng) — один из двенадцати городских районов (quận), входящих в состав Ханоя , и один из четырёх районов, составляющих исторический центр города (наряду с Бадинь, Донгда и Хоанкьем). Площадь — 10 км², население — 303 тыс. человек. Является одним из самых густонаселённых районов Ханоя, назван в честь сестёр Чынг (вьет. Hai Bà Trưng).
В Хайбачынге базируются некоторые государственные учреждения (в том числе Вьетнамская лесная корпорация, Главное управление профессионального обучения), а также посольство Австрии.

## География
Район Хайбачынг расположен к юго-востоку от исторического центра Ханоя . На севере он граничит с районом Хоанкьем, на востоке — с районом Лонгбьен (граница проходит по реке Хонгха), на юге — с районом Хоангмай, на юго-западе — с районом Тханьсуан, на западе — с районом Донгда.
В северо-западной части района находится озеро Тхьенкуанг (вьет. Thiền Quang), во время французского правления называвшееся Але (фр. Halais), вокруг него разбита парковая зона отдыха. В центре района раскинулся Молодёжный парк с кафе, караоке-клубами, пляжами, спортивными и игровыми площадками.
Вокруг озера Баймау (вьет. Bảy Mẫu) раскинулся обширный парк Тхонгнят (вьет. Thống Nhất), к которому примыкает Центральный вьетнамский цирк и большая подземная парковка.

## Административное деление
В настоящее время в состав района Хайбачынг входят 20 кварталов (phường) — Батьданг (вьет. Bạch Đằng), Батькхоа (вьет. Bách Khoa), Батьмай (вьет. Bạch Mai), Буйтхисуан (вьет. Bùi Thị Xuân), Каузен (вьет. Cầu Dền), Донгмак (вьет. Đống Mác), Донгнян (вьет. Đồng Nhân), Донгтам (вьет. Đồng Tâm), Ледайхань (вьет. Lê Đại Hành), Минькхай (вьет. Minh Khai), Нготхиням (вьет. Ngô Thì Nhậm), Нгуензу (вьет. Nguyễn Du), Фамдиньхо (вьет. Phạm Đình Hổ), Фохюэ (вьет. Phố Huế), Куиньлой (вьет. Quỳnh Lôi), Куиньмай (вьет. Quỳnh Mai), Тханьлыонг (вьет. Thanh Lương), Тханьнян (вьет. Thanh Nhàn), Чыонгдинь (вьет. Trương Định), Виньтуй (вьет. Vĩnh Tuy).

## Экономика

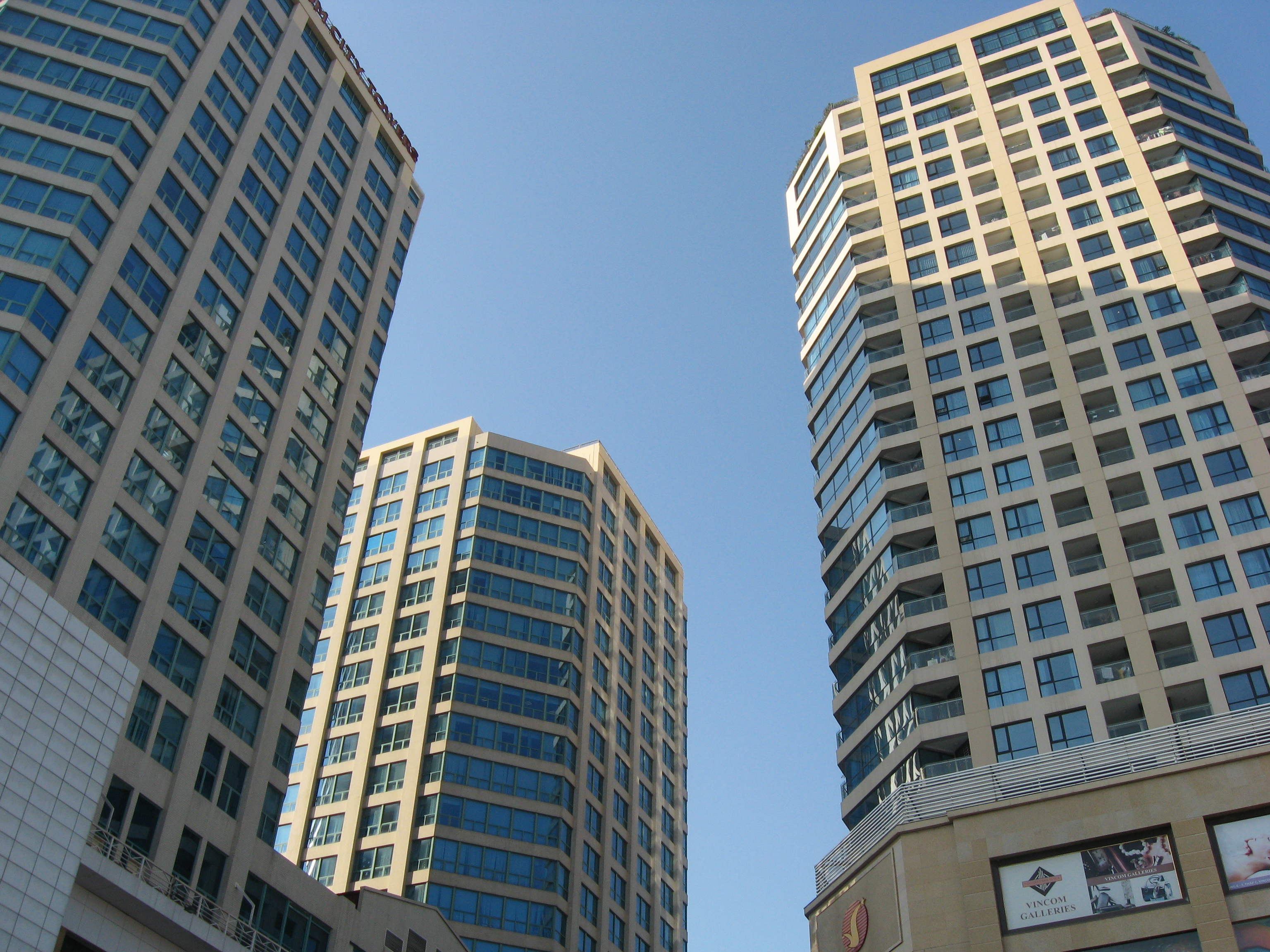
Vincom City Towers

В районе ведётся активное строительство высотных офисных и жилых комплексов, а также крупных отелей, торговых центров и логистических комплексов. Среди таких многофункциональных (жилых, торговых и офисных) комплексов выделяются многоэтажные Vincom City Towers, Hoàng Thành Tower, Times City, Park Hill, Skylight Residence и Hoa Binh Green City. В розничной торговле представлены торговые центры (Vincom Mega Mall Times City, Homemart Vincom, Diamond Plaza) и сетевые супермаркеты (Vinmart, Fivimart).
Несмотря на новые форматы розничной торговли важную роль продолжают играть главный блошиный рынок Ханоя — Зёй (вьет. Chợ Giời) или Чой (вьет. Chợ Trời), а также продуктовые рынки Нгуенконгчы (вьет. Nguyễn Công Trứ), Донгтам (вьет. Đồng Tâm), Батькхоа (вьет. Bách Khoa), Куиньмай (вьет. Quỳnh Mai) и Виньтуй (вьет. Vĩnh Tuy). Блошиный рынок, основанный в середине 1950-х годов, специализируется на продаже домашней утвари, бытовой электротехники и электроники, деталей к автомобилям, мотоциклам и велосипедам. Ранее на рынке нередко продавались ворованные и контрабандные товары.
В районе расположены отели Nikko Hanoi, Sunway, Nesta, Công Đoàn, Parkside Sunline, Azumaya, Le Grand Hà Nội, Hanoi Sahul, а также большой выставочный, офисный и коворкинговый комплекс Hanoi Creative City. В старых кварталах сохранились текстильные и пищевые фабрики, а также многочисленные ремесленные и ремонтные мастерские. Кроме того, во многих местах района сохраняются кварталы ветхого жилья, намеченные властями под снос, а также кварталы, регулярно страдающие от наводнений.

## Транспорт
По территории района Хайбачынг проходит транспортный коридор, который служит продолжением национального шоссе № 1А (оно соединяет Лангшон с Камау, а в пределах Большого Ханоя соединяет центр города с провинцией Ханам). Параллельно шоссе пролегает главная железнодорожная линия Вьетнама, соединяющая Ханой и Хошимин.
Другими оживлёнными магистралями Хайбачынга являются улицы Нгуенкхоай (вьет. Nguyễn Khoái), Виньтуй (вьет. Vĩnh Tuy), Минькхай (вьет. Minh Khai), Дайла (вьет. Đại La), Зяйфонг (вьет. Giải Phóng), Лезуан (вьет. Lê Duẩn), Бачьеу (вьет. Bà Triệu), Хюэ (вьет. Huế), Батьмай (вьет. Bạch Mai), Чаннянтонг (вьет. Trần Nhân Tông), Дайковьет (вьет. Đại Cồ Việt), Чанкхаттян (вьет. Trần Khát Chân) и Кимнгыу (вьет. Kim Ngưu).
В 2010 году в рамках масштабной программы, посвящённой 1000-летию Ханоя, через реку Хонгха был открыт 3,7-километровый автомобильный мост Виньтуй (вьет. Cầu Vĩnh Tuy), соединивший Хайбачынг с Лонгбьеном.

## Культура

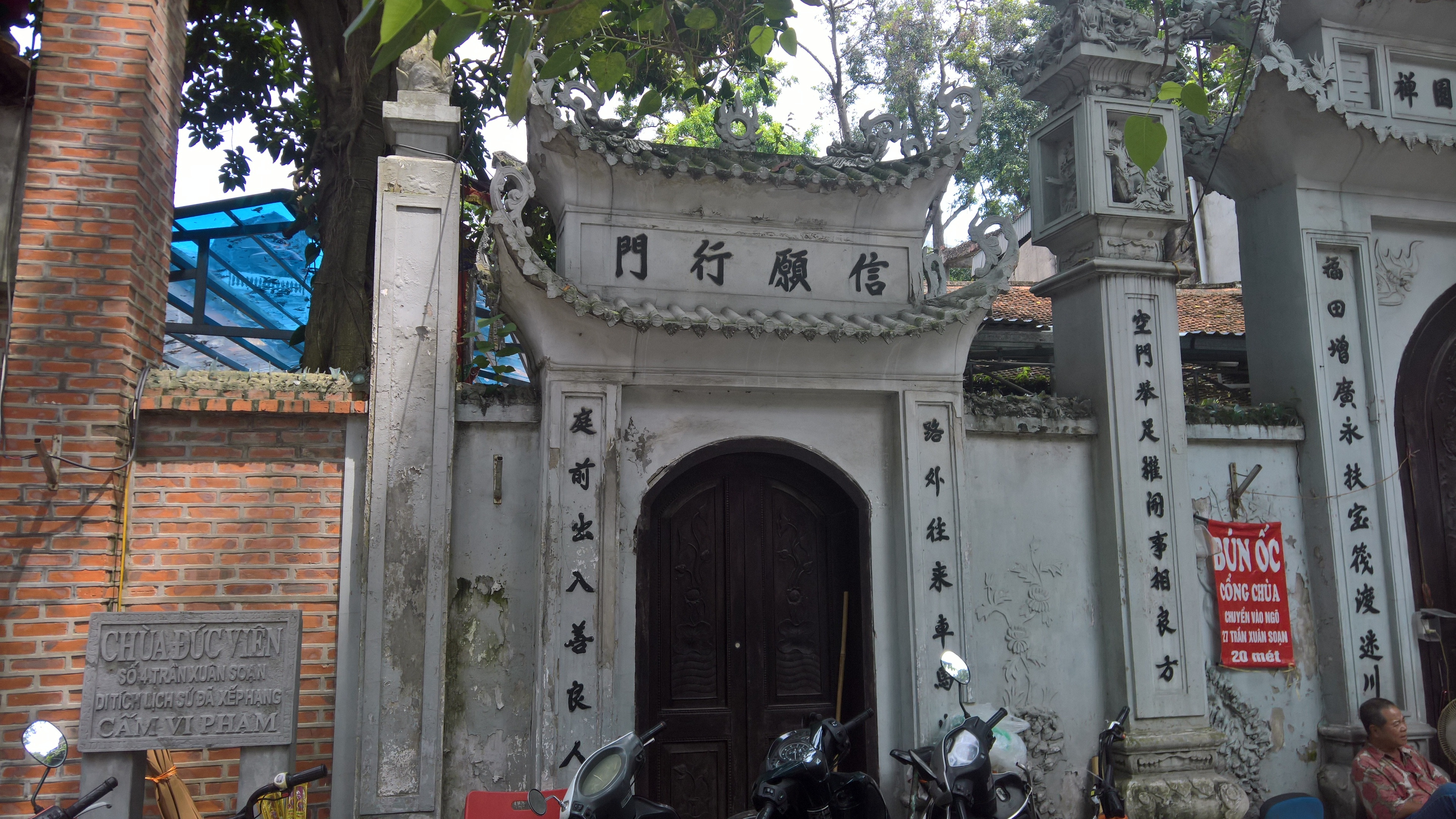
Храм Лодюк

В районе расположен буддийский храм Хайбачынг (вьет. Đền Hai Bà Trưng или Chùa Hai Bà Trưng), посвящённый легендарным сёстрам Чынг. Согласно традиции, храм был основан во второй половине XII века императором Ли Ань-тонгом, которому сёстры явились в виде дождя. В то время активно формировался патриотический культ сестёр Чынг, и храм стал важной святыней этого культа. На алтаре храма изображена насильственная смерть сестёр в бою, а не их самоубийство, которым восстание закончилось по легенде.

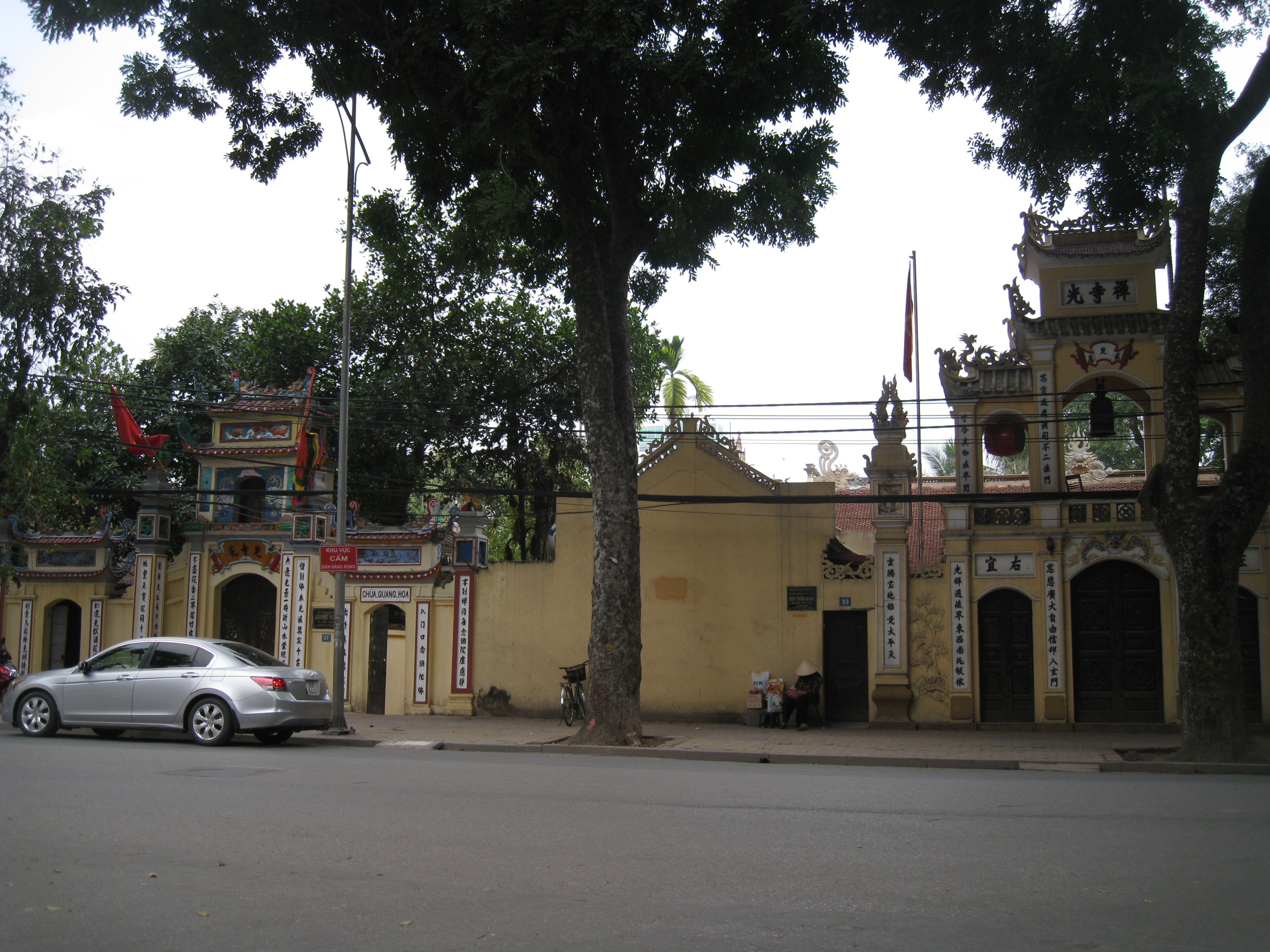
Храм Тхьенкуанг

Также в районе расположены буддийские храмы Вуа (вьет. Vua) XVI века, Льенфай (вьет. Liên Phái) XVIII века, Тхьенкуанг (вьет. Thiền Quang) XIX века, Куангхоа (вьет. Quang Hoa), Тянтьен (вьет. Chân Tiên), Фуклам (вьет. Phúc Lâm), Ванхо (вьет. Vân Hồ), Вьенминь (вьет. Viên Minh), Линьшон (вьет. Linh Sơn), Хокуок (вьет. Hộ Quốc), Хынгки (вьет. Hưng Ký), Хыонгтует (вьет. Hương Tuyết), Куинь (вьет. Quỳnh), католическая церковь Чунгти (вьет. Trung Chí), библиотека Ханойского университета науки и технологий, Корейский культурный центр. Многие храмы и другие памятники архитектуры окружены плотной жилой застройкой и постепенно разрушаются, а их реставрация тормозится из-за нехватки средств.
В Хайбачынге проводится несколько религиозных праздников и народных гуляний, посвящённых местным «святым» (популярным у населения героям) и божествам-покровителям местности. В квартале Донгнян проходит праздник одноимённого храма, посвящённый сёстрам Чынг (сопровождается церемонией жертвоприношения и танцем поклонения лампе). В квартале Фохюэ проводится праздник пагоды Вуа, посвящённый Де Тхитю (вьет. Đế Thích) — «королю» сянци (сопровождается жертвоприношением, другими религиозными церемониями и игрой в шахматы).

## Образование

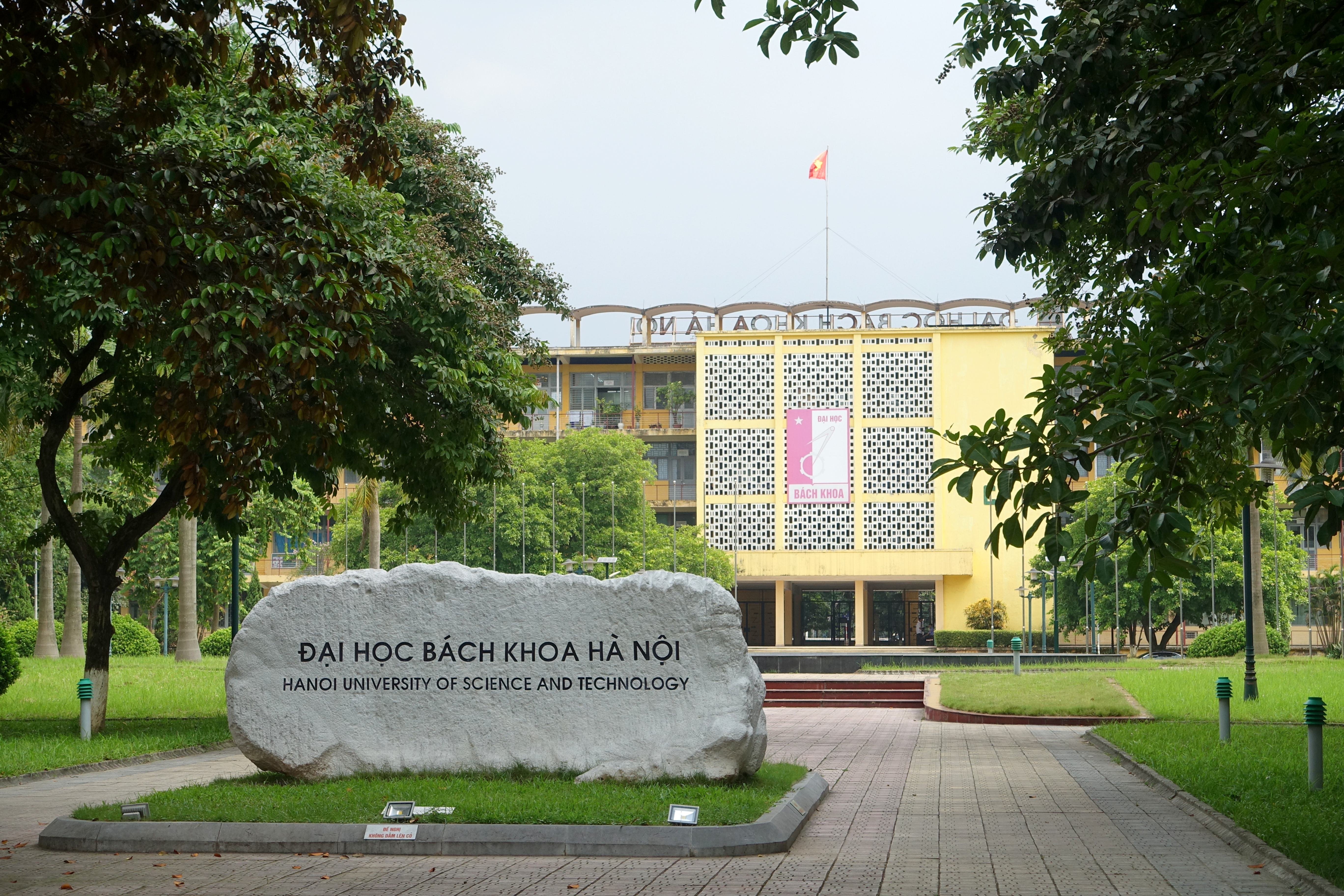
Ханойский университет науки и технологий

В районе базируются Ханойский университет науки и технологий, Ханойский университет бизнеса и технологий, Университет экономики и промышленной техники, Национальный экономический университет, Национальный университет гражданского строительства, Ханойский университет фармацевтики, Ханойский открытый университет, кампусы университета Фыонгдонг (вьет. Phương Đông) и Вьетнамского университета искусств.

## Здравоохранение
В Хайбачынге базируются Центральный военный госпиталь № 108 (бывший Lanessan Hospital французской колониальной армии), Ханойская онкологическая больница, Ханойская больница лёгочных болезней, Международная больница Vinmec, Австралийская зубная клиника.